# Lorryia carya
Lorryia carya är en spindeldjursart som först beskrevs av Baker 1968.  Lorryia carya ingår i släktet Lorryia, och familjen Tydeidae. Arten är reproducerande i Sverige.